# Kanchagalapura, Kunigal
Kanchagalapura là một làng thuộc tehsil Kunigal, huyện Tumkur, bang Karnataka, Ấn Độ.